# Burgh Castle (fortificación)

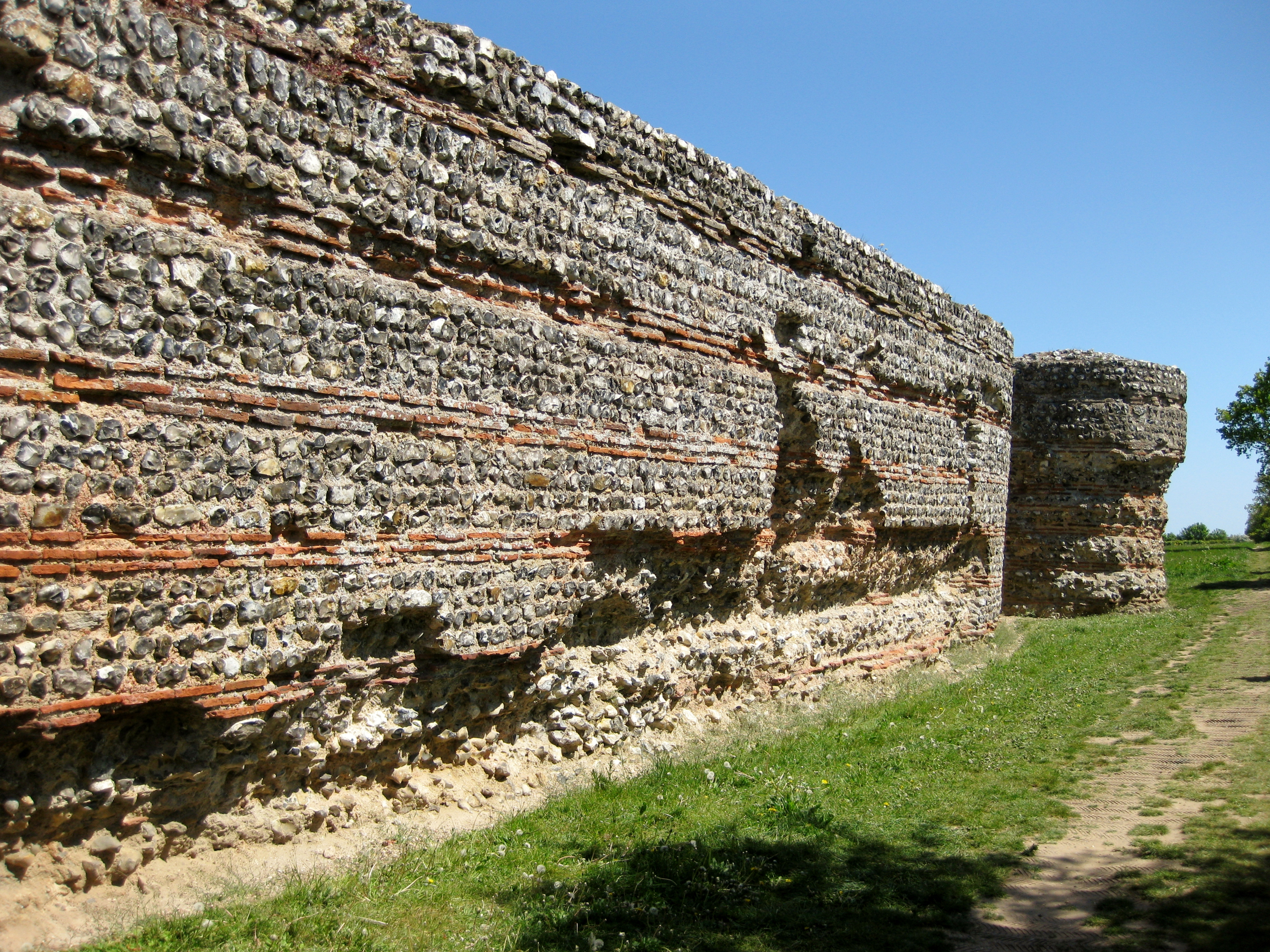
La muralla de Burgh Castle.

Burgh Castle, cerca del pueblo de Burgh Castle, es una fortificación romana de la cual solo queda la muralla, casi intacta, de 205 m por 100 m, con una altura de 4,6 m. Se baraja como uno de los dos posibles emplazamientos de Gariannonum, una de las nueve fortificaciones romanas construidas en el Litus Saxonicum, es decir, la costa sur y este de Inglaterra, y mencionadas en el Notitia Dignitatum del ejército romano. y que fue el acuartelamiento de un regimiento de caballería romana de equites stablesiani.

## Historia
Se piensa que fue una de las fortificaciones levantadas por los romanos hacia el siglo III para proteger la civitas de Venta Icenorum, río arriba y el resto del interior de Norfolk. Además de la fortificación para la guarnición, fuera de sus murallas había un vicus y un cementerio.
Tras el abandono por la guarnición romana por la retirada de las tropas romanas de toda la Britania Romana, y basándose en los escritos del Beda el Venerable, fue utilizado como monasterio, el de Cnobheresburg, fundado por San Furseo a principios del siglo VII, cuando Sigeberto de Estanglia, el rey de Anglia Oriental, cedió un terreno dentro de una muralla romana, en un lugar aún sin concretar. 
Tras la conquista normanda de 1066, en una esquina se construyó una mota castral, aprovechando las murallas impresionantes de la fortificación romana, todavía existentes.